# 弓道士魂
『弓道士魂 〜京都三十三間堂通し矢物語〜』（きゅうどうしこん、KYUDOHSHIKON）は、平田弘史による日本の漫画作品。

## 概要
江戸時代初期に、京都府三十三間堂で実際に行われた通し矢の話を元に劇画化した歴史漫画である。実在の人物である紀州藩の下級武士の若者星野勘左衛門が藩の名誉と面目を賭け、記録更新のためだけに青春を費やし過酷な修練に耐え、人間の限界に挑戦する。
『週刊少年キング』（少年画報社）にて1969年48号（11月23日号）から1970年22号まで連載され、「復讐つんではくずし」、「血だるま剣法」、「薩摩義士伝」と並ぶ平田弘史の代表作の1つとされる。『弓道士魂』の単行本は1974年、1987年、1996年、2006年と発行されたが、25話全て収録されているのは2006年にマガジンファイブから発行された『弓道士魂 完全版』のみである。また、この作品は1964年に作者が発表した『闘魂』（日の丸文庫）を元にストーリーを再構成されたものである。
2010年6月21日に発売された『フリースタイル』（フリースタイル）Vol.12の「もし「日本マンガ全集」を制作するなら」と仮定した「勝手に『日本マンガ全集』編集会議part2」特集にて、「平田弘史 小島剛夕 集」を制作するとしたら、という仮定では本作が選ばれている。

## あらすじ
物語は寛永14年（1637年）に尾張藩・杉山三右衛門により打ち立てられた通し矢5044本という記録を再び紀州藩が塗り替えるため藩主・徳川頼宣が家来に厳命を下す所から始まる。しかし天草の乱が勃発し、ほとんど挑戦する暇が無かった。頼宣は同乱の後、江戸城で仲の良くない兄・徳川義直から長らく記録が更新できないことを笑われ、さらに通し矢へ力を入れる。城下の矢場は常に満員となり、城下の村々の広場まで矢場として使用された。下級武士の星野勘左衛門は義父と農作業をしていた。義父は右首に流れ矢が刺さり亡くなる。直後、勘左衛門は父の仇である責任者である弓役六百石・多田惣左衛門を探し、「流れ矢を返す」と正確に眉間を射抜いて殺した。その場にいた多田の部下に斬り殺されそうになるが、偶然通りかかった尾林により事態は一旦収まる。勘左衛門は奉行から斬罪を言い渡されそうになるが、尾林が通し矢と同条件である六十六間（120メートル）先の的に1射1中すれば助命するという代案を出し、採用された。勘左衛門は弓を構え、会のまま長時間静止していたが、25分が過ぎたところで鼻血を流し、額の右の静脈が破裂し倒れ、身柄は尾林が預かることとなった。意識が戻った勘左衛門は尾林から紀州のために通し矢天下惣一（てんかそういつ）を目指して修行をするよう提案され、承諾する。尾林は足腰を鍛えるためとして、毎朝勘左衛門の胴を縄で縛り馬で引き摺った。ある朝の訓練で縄が切れて倒れていた勘左衛門は自身が殺した多田の息子に見つかり殺されそうになるが、通りかかった和佐盛右衛門に助けられ、手当てをされる。尾林の下へ帰るのが嫌だったが、和佐に説得され、和佐の妻の料理を食べる際に自身が幼少の頃の母を思い出し、天下惣一を再び決意し走って尾林の下へ戻る。その後尾林の家で馬を奪って京都・三十三間堂へ向かい、庄内藩・高山八右衛門によって記録が更新されるのを目の当たりにする。その後は紀州へ戻り、尾林の下で厳しい修行を始めた。尾林、和佐の指導により紀州藩の代表を言い渡されるが、後の調査で実父が尾州所属と判明したことにより取り止めとなる。今後紀州から通し矢に挑戦する機会すら与えられないことから尾林一門に見送られ尾州へと旅立ち、何度も天下惣一を成し遂げた長屋六左衛門に弟子としてもらうべく家を訪ねた。宿を探そうと、長屋の家を出た後に3人の刺客に襲われ、全員刺し殺して撃退したが重傷を負う。長屋の下で療養し、弟子となり、何度も送られる紀州の刺客をかいくぐりながら尾州代表として天下惣一を果たす。主君に藩の通し矢への不参加を進言、紀州による記録更新の阻止を条件に承諾される。その後、勘左衛門とは弟同然に育った和佐大八郎が紀州代表として通し矢に挑む。勘左衛門は記録更新ならば刺殺するつもりでその場へ向かったが、緊張などにより4000本ほどで倒れた大八郎の姿を哀れみ、腫れた手のひらを切り悪い血を出してやり、助言を残しその場を去る。大八郎は8132本という記録を打ち立て天下惣一を成し遂げた。尾州は烈火の如く怒り、勘左衛門を殺すべく刺客を放つが探すことはできなかった。長い時が経過し、一般大衆には紀州の記録は尾州の勘左衛門の助勢により成しえた両藩の総力の結晶であり通し矢の限界という説が広まり、藩が名誉をかけて行う通し矢は終わりを迎えた。

## 登場人物

### 主要人物
星野 勘左衛門（ほしの かんざえもん） / 勘左（かんざ）
本作の主人公。実父は尾張藩に仕えていたが、改易により浪人となり紀州を訪れ、下級武士である義父の頼みにより5歳の勘左衛門を養子に送り出した。好物はホウレンソウのおひたし。
流れ矢により義父を亡くし、矢場の責任者を殺害するが、尾林の仲裁もあり、通し矢天下惣一に挑戦することで罪を免れた。帰る場所を失くすため実家に火をつけ全焼させ、尾林の屋敷の馬小屋に住む。三十三間堂で実際の通し矢を見た後、一緒に観戦した昔の通し矢挑戦者から望みを果たせず切腹して死んだ者たちが埋葬されている寺に連れて行かれ、左に顔向けし、墓の紋を見続けたまま一昼夜座禅するよう命じられる。途中で眠ってしまい、不思議な夢を見た後、目が覚めた場所にいた尾林に対し、命懸けで修行に打ち込むことを誓う。3ヶ月間の基礎鍛錬を終えると弓を渡され、群を抜く速射能力と正確性を認められ、半年後には小口前修行を許される。嫉妬した能力の低い兄弟子の妨害に合い、訓練場所を和佐の屋敷へ移す。
練習で4500本を記録し、紀州城の選抜試合に出場、4800本で予選を通過、決勝では戸田の事件もあり4792本と少し成績を落とした。新たな弓具により訓練で5700本に到達。吉見の3度目の失敗後から紀堂で練習を始め1年後には6320本を記録する。一時紀州の代表と告げられるが、実父が尾州の出身と判明し、紀州からは通し矢に挑戦できなくなり、尾林、吉見、和佐の家族に見送られて尾州へと立つ。宿を探す最中に紀州からの刺客に襲われるが3人とも刺殺、重傷を負い倒れているところを長屋に手当てされる。長屋の家で半年間療養し、正式に弟子となる。その1年後通し矢に挑戦すべく京都へ向かうが、途中の茶屋で毒を盛られ護衛の半数が倒れ、紀州からの大量の刺客に襲われる。長屋とともに弓を引きなんとか撃退に成功したものの、通し矢は5065本で失敗に終わった。その後2年間で4度挑戦するが全て失敗し尾州の人々の視線が冷たくなる。吉見の天下惣一を知り、焦らず修行に打ち込むようになり、尾州内の訓練で7000本を記録する。尾張藩は挑戦を考えるが、紀州の葛西園右衛門という18歳の若者が7077本で更に記録を塗り替えたため断念した。その1年後に京都に向かい8000本でついに天下惣一を達成した。その際は喜ばず、1滴涙を落として静かに去った。
尾林 与次右衛門（おばやし -）
勘左衛門の命の恩人であり師匠。流派は日置流竹林派で長屋六左衛門とは同門であり、吉見台右衛門や苔口八右衛門を高弟に抱える紀州藩の弓道指南役である。父の仇として上級武士を殺した勘左衛門の腕を見込んで弟子に取った。当初は勘左衛門を馬で引き摺り回したり、首に張力の強い綱を結び勘左衛門が強い力で引き続けなければ首が絞まるような仕掛けでの特訓を3ヶ月間続けた。弓を与えてめきめきと上達する勘左衛門に対し、次の段階である課題を与えるが、それを良く思わない弟子達が訓練の妨害を始めたため、時折指導に向かうことを条件に、課題の続きを和佐盛右衛門に任せた。
紀州、庄内と他藩による大幅な記録更新を機に、吉見ら高弟4人と勘左衛門を含めた若手4人を含む10人を連れ高野山に登る。作業場を新設し10人の弓具師を集め、それぞれの射士に合う最高の弓具を作らせた。製作には5ヶ月かかり、弓具師3名は疲労困憊により絶命した。矢場を紀州の代表を決める神聖な場所とし、誹謗中傷などで練習の邪魔をする者は容赦なく切り捨てた。不運により通し矢に失敗した吉見を再度推挙したり、勘左衛門の出場が取り消しとなった際は家老へ抗議した。勘左衛門の才能を惜しみ、身分や出自により出場を見送った重役達を見返すよう尾州へと送り出した。
和佐 盛右衛門（わさ もりえもん）
和佐村に住む大八の父。戦国の世では豪族として活躍した和佐家の末裔だが現在は下級武士。尾林の訓練の最中に倒れて多田の息子に殺されそうになっていた勘左衛門を助け、手当てのため自宅へ連れ帰る。尾林の下へ帰らない勘左衛門へ食事を与え、諭した。自身も過去に三十三間堂の通し矢に挑戦したことがある。途中から尾林に勘左衛門を任され自宅に住まわせ選抜試合まで指導した。大八郎を差し置いて身分により長四郎を代表に据えようとしていた重役を見た後、山へ篭りひたすら弓を引き、大八郎のために優れた矢を選別した。
和佐 大八郎（わさ だいはちろう） / 大八（だいはち）
盛右衛門の息子。幼少期に修行中の勘左衛門を強引に魚釣りに誘い、勘左衛門が目を離した隙に溺れた。発見が早かったために一命はとりとめたが、急報を聞いた大八の母は急に走ったせいで身篭っていた子を流産してしまった。勘左衛門が天下惣一を達成した後、紀州は何千人もの弓術家に通し矢を挑戦させたが1人も破ることができず、吉見、園右衛門の引退により候補となった。通し矢に挑戦した際、緊張により2000本まで早いペースで到達したが、2500本あたりから失敗が増え始め、雨が降り見通しが悪くなると4000本でその場に倒れた。しかし、それを哀れに思った勘左衛門の協力もあり、4時間眠った後に天下惣一を達成する。
吉見 台右衛門（よしみ だいえもん）
尾林与次右衛門の高弟。選抜試合以前に紀州内での最高記録4999本を保持していた。新たな弓具により5800本に到達。訓練により6100本に伸ばし、家老からは長屋六左衛門が6323本を記録した直後に期待をかけられるが、尾林の進言により挑戦は1年後となった。通し矢当日は風雨に見舞われやむなく中断となった。そのまま京都に滞在し、2週間後に再び挑戦するが、後半に濃霧となり成功本数が伸びず再び失敗に終わった。その後は目隠しをしたまま生活をし、ついに目隠しで10射8中するほどになる。翌年の5月に再び三十三間堂へ向かうが、途中で弓が折れ右手を傷めて中止となった。全治2ヶ月であり、その間は勘左衛門の練習を毎日見て助言をした。1年間勘左衛門と練習し、6400本を記録する。勘左衛門の代わりに通し矢を行うが4度目の挑戦も失敗に終わった。5度目の挑戦で6343本を記録し、天下惣一を達成する。加齢により引退した後は大八郎と長四郎の師となった。
長屋 六左衛門（ながや ろくざえもん）
尾州の弓術家。日置流竹林派で尾林与次右衛門とは同門である。高山八右衛門の5097本を大幅に引き離し、5944本で天下惣一を果たした。1ヵ月後に高山八右衛門により破られるが、3度目の挑戦で6323本を記録し再び天下惣一を成し遂げた。紀州を出た勘左衛門が訪れた際は不在だったが、帰宅時に重傷の勘左衛門を見つけて手当てし、尾林と連絡を取り合った後、弟子に取った。勘左衛門に「継ぎ縁」の物語を話し、回復後は2間（3.6メートル）の板を継いで練習するよう命じた。自宅でともに住む娘の名は千津。

### 紀州
戸田 双之進
勘左衛門が初めて出場した選抜試合の最終日の会場で不祥事を起こした出場者。武勇の誉れ高い誇り高い家柄の生まれ。生まれつきひ弱で、武人の体ではなかったが、親類一同の勧めでやらざるを得なかった。祖父の弥左衛門は双之進が気絶するほどの厳しい修行を行った。その後、祖父以上に厳しくネチネチとした性格の弓道の師・笠松をつけられ、選抜試合に出場することができた。予選の最中に師と口論になり突き飛ばした所、打ち所が悪く師は死んでしまう。予選はそのまま続け、4760本で2位となり通過した。師殺しは本来なら切腹であるが紀州の面目を立てることが第一とされ不問となる。これに不服を申し立てた笠松の妻は軟禁となった。2週間後の決勝試合の終盤に大刀を持った笠松の妻が現れ、右肩から肺に達するまで斬られるが、女の口深くに手元の矢を刺し込んで殺し、女に気づいていたが規則上続けるしかなく斬られたことを主張し、その場で通し矢にかかわる人々を批判し始めた。耐えかねた祖父の弥左衛門から斬り殺され、弥左衛門も人々へ謝すためその場で切腹した。
長四郎（ちょうしろう）
才能があり身分の低い大八郎に嫉妬していた若者。弓の腕は大八郎にはるかに劣っていたが身分を重視する紀州の重役達は代表に据えようとしていた。

### その他
高山 八右衛門（たかやま はちえもん）
庄内藩酒井宮内少輔忠勝に仕えた。流派は日置流の流れを汲む出雲流（山科派）で、師は片岡平右衛門家次。寛永11年（1634年）に前の記録である2835本を破る3151本で天下惣一を達成した。尾州の5044本を破るため、3月まだ寒い時期に京都を訪れ再び挑み、5097本で再び天下惣一を達成した。長屋六左衛門に破られるが、1ヵ月後に6,154本で再び塗り替え、3度目の天下惣一を達成。
星野 伝右衛門 則等（ほしの でんえもん のりひと）
勘左衛門の実父。尾州に仕え、馬回りおよび大道奉行を勤めていたが改易にあい浪人となる。長い浪人期間に紀州で住んでいた際、子の無い下級武士の夫婦から熱心に勘左衛門を養子にくれとせがまれ、自身は貧乏生活に苦しんでいたため、それを承諾した。現在は勘左衛門の兄と紀州で暮らしている。紀州家老によると藤原氏系の星野行明を祖とし、その子孫である父・星野日向守則光は武田勝頼に仕える平山家に使えていた。勘左衛門は三男である。
那羅延堅固（ならえんけんご）
那羅延天。千手観音の眷属である三十三間堂二十八部衆のひとり。勘左衛門が寺で座禅を組んでいる間の夢に出てきて問答を行った。
柿沼（かきぬま）
自身の子が流産した日に盛右衛門が勘左衛門に「通し矢以外のよそ事に心を動かしてはならん」と話した物語に出てくる弓術家。とある藩の代表として通し矢に3度挑戦し、失敗に終わっていたが、主君からは再度挑戦するよう命じられる。山に篭り修行に集中するためと、予定していた挙式は破談を申し入れ、病気の老父母に世話ができないと伝える。老父母は家の名誉のためにそれを認め送り出し自害した。修行中、破談にしたはずの女性から衣服が送られ続け、気が狂いそうになり、師匠へ相談し、伝え聞いた女性は悟り姿を消した。女のことを忘れて、順調に修行を終える。雷雨の中、三十三間堂で天下惣一まであと1本というところで観衆の中に尼となった女性を見つけて気を取られたため、制限時間が過ぎてしまい失敗に終わった。直後、不覚を恥じその場で切腹、彼女も懐剣で喉を突き後を追った。

## 用語解説
選抜試合
紀州代表を決めるために紀州城（和歌山城）で行われる。出場者は30人で5人ずつに分けて行う。時間は夕方6時から24時間。
紀堂
吉見の挑戦が失敗に終わった後に紀州の矢場に建てられた三十三間堂に似せた建物。霧の代用として煙の発生装置がある。

## 天下惣一達成者
ここでは星野勘左衛門の物語が始まった時点の最高記録である5044本以降、作中で本数が明記されているものを全て記載する。通し矢の単位は本。
| 通し矢 | 新記録達成者 | 所属藩 |
| ------ | ------------ | ------ |
| 5,044  | 杉山三右衛門 | 尾州   |
| 5,097  | 高山八右衛門 | 庄内   |
| 5,944  | 長屋六左衛門 | 尾州   |
| 6,154  | 高山八右衛門 | 庄内   |
| 6,323  | 長屋六左衛門 | 尾州   |
| 6,343  | 吉見台右衛門 | 紀州   |
| 7,077  | 葛西園右衛門 | 紀州   |
| 8,000  | 星野勘左衛門 | 尾州   |
| 8,132  | 和佐大八郎   | 紀州   |

## 物語の舞台
主な舞台は通し矢が行われる京都府京都市東山区三十三間堂である。紀州藩の選抜試合は和歌山県和歌山城内で行われた。名古屋城も登場する。

## その他
- 通し矢の話は実際にあった歴史であるが真実を訴えるため各人の年齢などを若干事実とずらしてあると、作者が作品の最後ページで述べている[5]。

## 書誌情報
- 平田弘史『弓道士魂 京都三十三間堂通し矢物語』大都社〈ハードコミックス〉、1974年4月10日発行
初の単行本。第7話 - 第9話、第24話、第25話が収録されていない。
- 平田弘史『平田弘史選集6 弓道士魂』日本文芸社1987年10月25日発行、ISBN 4-537-03126-3
アメコミ評論家・アスカ蘭、漫画家・大友克洋、編集者・戸田利吉郎、平田昌兵ら平田弘史選集刊行委員により製作された全8巻のハードカバー平田弘史選集の第6巻。臣新蔵による作品解説も収録。第7話 - 第9話、第24話、第25話が収録されていない。
- 平田弘史『平田弘史傑作集3 弓道士魂』日本文芸社〈ニチブンコミックス〉、1995年12月13日発行、ISBN 4-537-09628-4
第7話 - 第9話、第24話、第25話が収録されていない。『コミックMagazine』1968年6月25日号（芳文社）で発表された「烈願記」が同時収録されている。
- 平田弘史『レジェンドコミックシリーズ7 平田弘史作品第五集 弓道士魂 完全版』発行：マガジン・ファイブ、発売：星雲社、2006年1月11日発行、ISBN 4-434-07160-2
大都社版、日本文芸社版で未収録となっていた話を全て含めた初の完全版単行本である。尾張藩付家老末裔の成瀬正祐、『週刊少年キング』執筆当時の担当編集者である黒川拓二、評論家・石子順造による解説が巻末に収録されている。
- 平田弘史『廉価版 平田弘史傑作集 弓道士魂』松文館〈傑作リマスターコミック〉、2010年3月27日発行、ISBN 978-4-7901-2325-5
- 平田弘史『愛蔵版 弓道士魂』ガイドワークス〈GW COMICS 115〉、2022年3月3日発売[6]、ISBN 978-4-86710-302-9